# Coktail Jet
Coktail Jet, född 1990 i Frankrike, död 17 december 2018, var en fransk varmblodig travhäst och avelshingst. Han tränades och kördes av Jean-Étienne Dubois. Han segrade i både Prix d'Amérique och Elitloppet 1996.

## Karriär

### Tävlingskarriär
Coktail Jet tävlade åren 1993–1997 och tillhörde under denna period världseliten. Han sprang in 1,9 miljoner euro på 64 starter varav 24 segrar, 11 andraplatser och 7 tredjeplatser.
Han tog karriärens största segrar i Prix Jockey (1995), Prix René Ballière (1995), Critérium des 5 ans (1995), Prix de l'Étoile (1995), Critérium de vitesse de Basse-Normandie (1995), Prix de Washington (1995, 1996), Prix d'Amérique (1996), Prix de France (1996), Prix de l'Atlantique (1996) och Elitloppet (1996). Han kom även på andraplats i lopp som Prix de Sélection (1994), Grand Critérium de Vitesse (1995) och Prix d'Été (1996).

### Avelshingst
Efter tävlingskarriären var Coktail Jet aktiv som avelshingst. Han erhöll avelsvärderingen "Elithingst" och räknades som en av de främsta avelshingsterna genom tiderna. Bland framgångsrika avkommor kan nämnas bland andra Love You (1999), Naglo (1999), Yarrah Boko (2005), Amaru Boko (2007), The Best Madrik (2007), Drole de Jet (2013), Ènino du Pommereux (2014), Gu d'Héripré (2016) och Gelati Cut (2016).
Coktail Jet somnade in den 17 december 2018, vid en ålder av 28 år.